# Lin Yu-ting
Lin Yu-ting (chinesisch 林郁婷, Pinyin Lín Yùtíng; * 13. Dezember 1995 in Taoyuan) ist eine taiwanische Boxerin im Federgewicht. Sie ist zweifache Goldmedaillen-Gewinnerin der IBA-Weltmeisterschaften sowie zweifache Goldmedaillen-Gewinnerin der Asienspiele und einfache Goldmedaillen-Siegerin der asiatischen Amateur-Boxmeisterschaften. 2024 trat sie für Chinesisch Taipeh bei den Olympischen Sommerspielen 2024 in Paris an und gewann in ihrer Gewichtsklasse Gold.

## Werdegang
Als Kind sahen Lin und ihr älterer Bruder den Anime Hajime no Ippo. Dieser inspirierte sie dazu, das Boxen als Hobby in Erwägung zu ziehen. Laut eigenen Aussagen lernte sie auch Boxen, um ihre Mutter vor häuslicher Gewalt zu schützen.
Lin ist eine erfahrene Amateurboxerin, die 2018 und 2022 im Spitzensport die Weltmeisterschaft gewann.
Lin besitzt einen Bachelor- und Master-Abschluss von der Chinese Culture University in Taiwan. Derzeit ist sie Doktorandin am Graduate Institute of Business Administration der Fu Jen Catholic University. Beide Universitäten sind für ihre Sportdisziplinen bekannt.

## Weltmeisterschaft 2023
Die International Boxing Association (IBA) disqualifizierte Lin und die Algerierin Imane Khelif bei der WM 2023, weil diese einen sogenannten Geschlechtstest nicht bestanden hätten. Diese Tests wurden nicht weiter spezifiziert. Das IOC hingegen bezweifelt nicht, dass Khelif und Lin Frauen sind, und wertete den Ausschluss durch die IBA als eine „willkürliche Entscheidung“.
Taiwans Präsident Lai Ching-te stärkte Lin den Rücken und wies seine Regierung an, rechtliche Schritte zu prüfen. Das Kabinett verurteilte die irreführenden Aussagen um Lin und verwies auf die vom Internationalen Olympischen Komitee erteilte Startberechtigung.